# 山本カヨ
山本 カヨ（やまもと かよ、本名:山本 佳代（読み同じ）、1964年9月2日 - ）は、福岡県出身で同地を拠点に活動するローカルタレント、テレビ司会者、コメンテーター。愛称はカヨ姐（カヨねぇ）、ターミ姉ちゃん。「バータービレッジ」の代表と、ニコニコ生放送公式チャンネル「バータービレッジ」の主宰を務める。　

## 略歴
小学4年生からバスケットボールを始めた。中村学園女子高等学校出身。高校時代はバスケットボール部に所属。高校の同期に新体操オリンピック代表の秋山エリカがいる。中村学園大学短期大学部家政科卒業。
KBCラジオのラジオカー「ひまわり号」レポーター後、タレントに転身し、福岡のKBC、FBSのテレビ、ラジオに出演する。
2007年6月、bjリーグ「ライジング福岡」の球団代表に就任した。
2008年4月25日、日田市ひた生活領事館イン福岡の総領事に就任した。
2019年9月2日、芸名を山本華世から、山本カヨに改めた。バータービレッジ代表（自ら会社を興す）。

## 人物
ニコニコ生放送公式チャンネルバータービレッジの主宰、福岡市中央区大名にあるカラオケバー「アデリータ」オーナー、中村学園大学短期大学部特別講師を務めている。
口癖は「なんしよーとー」「しけとーねー」「知らんけんね」「いい加減にしとき」で、ロケ等では博多弁で話す。福岡のテレビ業界ではあまり長寿番組と呼ばれる番組が生まれにくいが、『ドォーモ』や『ナイトシャッフル』など人気長寿番組への出演経験を持つ。
『ドォーモ』内で幾度か知名度調査が行われている。2009年11月に、福岡天神で行われた調査では、知名度94%となった。2010年2月から2011年1月に亘って全国での知名度を調査する大型企画「どこまでカヨ？」が放送された。新幹線の停車駅がある所に降り立ち、60分以内に声をかけられなかったら即終了という企画で、福岡から徐々に北上していく。2011年1月17日に最終章が放送され、岩手県盛岡市で声をかけられなかった為、山本の知名度はその1つ前の宮城県仙台市までとなった。同年1月から同企画のスピンオフ企画「まさかのカヨ？〜天神街頭ドッキリ大作戦〜」が放送される。

## 妊娠日記
1993年、リポーターを務めていたKBCテレビ「ドォーモ」の企画で『山本かよの妊娠・出産日記スペシャル』が放送された。これは妊娠から出産までをドキュメンタリーとしたものであり、出産シーンは深夜帯での放送ながら女性器の部分も無修正で放映された。この作品は「日本民間放送連盟賞・テレビ娯楽番組最優秀賞」を受賞し、ビデオ・書籍化された。
博多大吉が全国区の番組で山本のことを紹介する時には、「おそらく自分たち世代から少し下の世代の大半の福岡の男は、初めて女性の身体を見たのが彼女のものだろう」との解説を加えて話している。

## 出演

### テレビ番組
- ドォーモ（1989年10月31日  - 2012年10月30日、ANN）
リポーター時代には「焼けぼっくいに火をつけろ!」など様々なコーナーに登場
- 朝ドキッ!九州（福岡放送）
- ナイトシャッフル→ナイトシャッフルG（1995年 - 2016年、福岡放送）
- アサデス。KBC（2007年 - 不明、九州朝日放送）
- めんたいワイド（福岡放送）
- ヴィーナスTV（TVQ九州放送）

### ラジオ番組
- 山本カヨのサタデー・スパイシー・ナイト（2010年11月6日[7] - 2015年3月28日[8]、FM福岡）

### CM
- みぞえ住宅[9]
- タクショク
- JAバンク福岡（ナレーション）
- ガリレオコーポレーション[10]（2011年 - 2018年）
- ザ・インプラントクリニック福岡[11]
- 京寿司
- フィットネススクールロコモK.O

## 作品

### 連載
- 『ぐらんざ』「山本カヨの食談義」（2007年7月号 - ）